# Österstad
Österstad – miejscowość (tätort) w Szwecji, w regionie administracyjnym (län) Östergötland, w gminie Motala.
Według danych Szwedzkiego Urzędu Statystycznego liczba ludności wyniosła: 324 (31 grudnia 2015), 325 (31 grudnia 2018) i 317 (31 grudnia 2019).